# شرکت سرمایه‌گذاری
شرکت سرمایه‌گذاری (به انگلیسی: Investment company) گونه‌ای از شرکت است، که با هدف سرمایه‌گذاری در زمینه خریداری و مبادله اوراق بهادار، اوراق قرضه، سهام و سبد سهام شرکت‌های دیگر، فعالیت می‌نماید.